# 谢宁 (1973年)
谢宁（1973年4月27日—）出生于北京市，是中国大陆影视男演员，于北京师范大学艺术系毕业，以电视剧《宝莲灯》《宝莲灯前传》《西游记》里扮演猪八戒知名。

## 出演戏剧

### 电视剧
- 2023年《在下李佑》饰 李柏
- 2022年《沉香如屑》饰 周仕明
- 2022年《山河月明》饰 宦官李恒
- 2021年《与君歌》饰 程怀智
- 2020年《大秦赋》饰 李园
- 2020年《鹿鼎记》饰 茅十八
- 2020年《幸运兔精灵》饰 黑猪巫师
- 2019年《听雪楼》饰 谢梨洲
- 2018年《小楼又东风》饰 王天木
- 2017年《龙珠传奇》饰 刘德昭
- 2017年《江城警事》饰 祁大勇
- 2016年《青云志》I、Ⅱ饰 田不易
- 2016年《五鼠闹东京》饰 徐庆
- 2015年《美梦成真》饰 导演
- 2015年《绝路逢生》饰 朱百万
- 2014年《新神雕侠侣》饰 蒙哥
- 2014年《湄公河大案》饰 塞耶佩
- 2014年《战神》饰 柴田
- 2014年《奇妙小镇》饰 包包
- 2014年《魔幻手机2傻妞归来》饰 猪八戒
- 2013年《决战燕子门》饰 楚天九
- 2013年《隋唐演义》饰 齐国远
- 2013年《笑傲江湖》饰 老头子
- 2013年《全家福》饰 金二
- 2012年《利剑行动》饰 阎宽
- 2011年《盘龙卧虎高山顶》饰 李四
- 2011年《游戏之王》饰 钟馗
- 2011年《水浒传》饰 镇关西
- 2011年《十二生肖传奇》饰 乐天
- 2010年《西游记》饰 猪八戒
- 2010年《刘三姐》饰 州官
- 2010年《茶馆》饰 二德子
- 2010年《包三姑外传》饰 二百五
- 2009年《宝莲灯前传》饰 猪八戒
- 2008年《魔幻手机》饰 猪八戒
- 2007年《热浪岛》饰 岩井刚
- 2006年《与青春有关的日子》
- 2006年《白蛇传》饰 八两
- 2006年《东方朔》饰 秋胡
- 2006年《福禄寿三星报喜》饰 药仙
- 2005年《宝莲灯》饰 猪八戒
- 2004年《逆水寒》饰 尤知味
- 2004年《萍踪侠影》饰 七花和尚
- 2004年《江湖俏佳人》饰 孙大宝
- 2004年《武圣关公》饰 许褚
- 2003年《射雕英雄传》饰 笑弥陀张阿生
- 2003年《重案六组第二部》饰 司机
- 2003年《笑八仙之素女的故事》饰 汉钟离
- 2003年《新七侠五义》饰 卢方
- 2002年《穿越时空的爱恋》饰 强盗头
- 2002年《狼侠》饰 巴图
- 2001年《吕布与貂蝉》饰 土狼

### 电影
- 2022年《霍家拳之铁臂娇娃3》
- 2020年《倩女仙缘》
- 2020年《战国之无艳》饰 秦王
- 2020年《浴火郎中》饰 浴火郎中
- 2019年《庖丁传奇之金刀御厨》饰 陆安灶
- 2019年《宝莲灯·浮仙幻境》饰 猪八戒
- 2018年《长安妖奇谈》饰 猪八戒
- 2018年《摸骨大师》饰 浴火郎中
- 2017年《特战王妃》
- 2017年《龙虎少年2》
- 2016年《擎天无影脚黄麒英》
- 2016年《财神当铺》
- 2016年《危城》饰 刘诚
- 2011年《刀见笑》饰 大公公
- 2007年《陆小凤传奇之决战前后》饰 老实和尚